# Peabody (Kansas)
Pour les articles homonymes, voir Peabody.
Peabody est une ville située dans le comté de Marion, dans l'État du Kansas aux États-Unis. Lors du recensement de 2010, sa population s'élevait à 1 210 habitants.